# Wolfgang Falck (Jagdflieger)

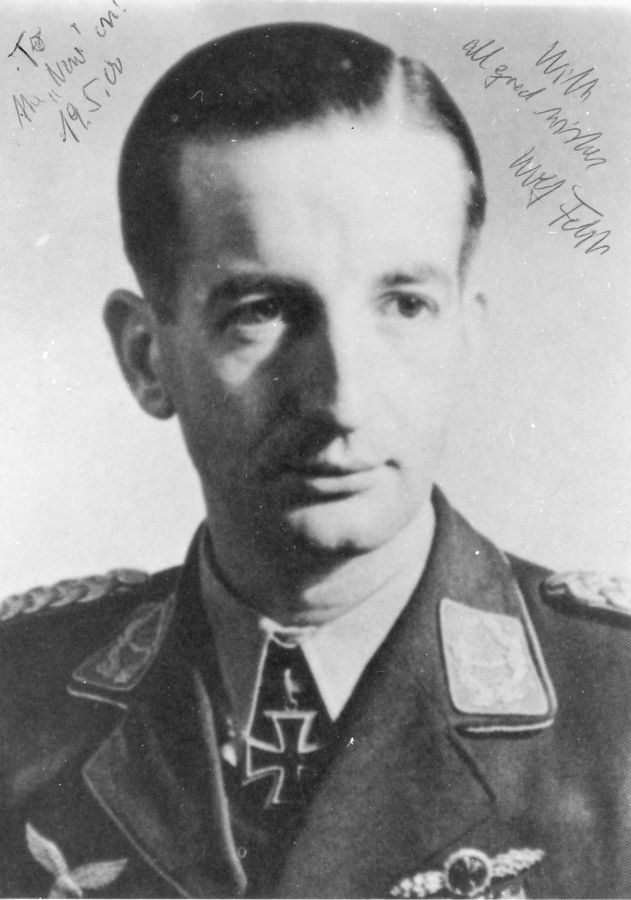
Wolfgang Falck, 1940

Wolfgang Falck (* 19. August 1910 in Berlin; † 13. März 2007 in St. Ulrich am Pillersee) war ein deutscher Jagdflieger der Luftwaffe der Wehrmacht zuletzt im Dienstgrad Oberst und gilt neben Josef Kammhuber als einer der Gründer und Organisatoren der deutschen Nachtjagd im Zweiten Weltkrieg.

## Herkunft und Familie
Wolfgang Falck wurde 1910 als drittes Kind sowie einziger Sohn von Hans Falck (* 1867 in Graudenz) und Berta Falck, geb. Gerloff (* 1871 in Bremen) geboren. Hans Falck war protestantischer Priester und unter anderem in Danzig, Elbing und Berlin seelsorgerisch tätig.:13 Ursprünglich hatte er Marineoffizier werden wollen, diesen Wunsch aber aufgrund seiner Seekrankheit zugunsten einer Bewerbung für das Heer der Reichswehr aufgegeben.:20 Im September 1936 heiratete er Marilies (geb. Freiin von Berchem) (1910–2009),:75 aus der Ehe gingen zwei Kinder, Klaus (* 1937) und Irmgard (* 1940), hervor.:81, 125 Er war ab ca. 1944 bis zu ihrem Tod:336 mit Marie-Erika „Eri“ Charlotte Anna Elise Adele, geschiedene von Griesheim, geb. Gräfin von Stillfried und Rattonitz (1910–1982) liiert, ohne sich jedoch von seiner Frau scheiden zu lassen:326 und ab 1983 mit der Gisela Hahn, der Witwe von Hans Hahn.:336

## Militärische Laufbahn

### Reichswehr und Ausbildung zum Flugzeugführer
Während seiner Bewerbung beim 9. (Preußische) Infanterie-Regiment in Potsdam wurde er für die Ausbildung zum Flugzeugführer ausgewählt. Durch den Friedensvertrag von Versailles war dem Deutschen Reich nach dem Ende des Ersten Weltkrieges verboten worden, Luftstreitkräfte zu unterhalten. Mithilfe der Sowjetunion umging man dieses Verbot und bildete nach einer ersten Ausbildung an der Deutschen Verkehrsfliegerschule in Oberschleißheim bei München an der Geheimen Fliegerschule und Erprobungsstätte der Reichswehr im sowjetischen Lipezk jedes Jahr eine geringe Zahl an Flugzeugführern aus. Wolfgang Falck begann seine Ausbildung am 7. April 1931, der Lehrgang wurde folglich als K 31 bezeichnet. Lehrgangskameraden waren unter anderem später ebenfalls hoch ausgezeichnete Offiziere wie Johannes Trautloft, Günther Lützow und Bernd von Brauchitsch. Etwa ein Jahr später war die Ausbildung an der Verkehrsfliegerschule abgeschlossen und Falck befand sich von April 1932 bis September 1932 in Lipezk zur „Sonderausbildung“.:23ff. Anschließend absolvierte er bei der 15. Kompanie des 7. (Preußisches) Infanterie-Regiments in Schweidnitz seine militärische Grundausbildung und wurde danach zum III. Bataillon des Regiments nach Breslau versetzt, bevor im Frühjahr 1933 erneut in Oberschleißheim eine fliegerischen Weiterbildung anstand. Von Juli 1933 bis März 1934 und von Mai bis September 1934 folgte die Ausbildung an der Infanterieschule der Reichswehr in Dresden, unterbrochen erneut durch einen Kurs in Oberschleißheim von März bis Mai.:46ff.

### Deutscher Luftsportverband und Luftwaffe 1935–1939
Anschließend und um fliegerisch verwendet zu werden, mussten die mittlerweile zum Leutnant ernannten ausgebildeten Flugzeugführer offiziell ihren Abschied aus der Reichswehr nehmen und wurden als „Kettenführer“ im Deutschen Luftsportverband angestellt. Dieser Verband diente bis März 1935 als Tarnorganisation für den Aufbau der Luftwaffe der Wehrmacht. Zur fliegerischen Ausbildung dieser ersten Jahrgänge gehörte neben dem Erwerb des grundsätzlichen fliegerischen Könnens eine Kunstflugausbildung, die Ausbildung auf damals verwendeten Jagdflugzeugen wie der Heinkel He 51 sowie Instrumentenflugschulung auf Junkers Ju 52 und W 34, um ein möglichst großes fliegerisches Können aufzubauen.:56 Mit der Enttarnung der Luftwaffe wurde Wolfgang Falck am 9. März 1935 erneut Leutnant und im April 1936 zur II. Gruppe des Jagdgeschwaders 132 „Richthofen“ nach Jüterbog-Damm versetzt und dort der 5. Staffel zugeteilt.:67–68 Am 26. April 1936 wurde er zum Oberleutnant befördert und am 1. März 1937 durch den Geschwaderkommodore Major Gerd von Massow als Adjutant in den Geschwaderstab nach Döberitz geholt.

### Zweiter Weltkrieg
Am 1. Oktober 1938 übernahm er in Fürstenwalde die 7. Staffel des Jagdgeschwaders 132 als Staffelkapitän, bevor er am 1. April 1939 in gleicher Rolle zur 2. Staffel des Zerstörergeschwaders 76 wechselte und auf die Messerschmitt Bf 110 umgeschult wurde. Mit dieser Staffel nahm er auch am Überfall auf Polen ab dem 1. September 1939 teil und erzielte insgesamt drei Abschüsse, worauf ihm das Eisernes Kreuz II. Klasse verliehen wurde.:107f., 111 Im Dezember 1939 wurde die Staffel nach Jever verlegt und Falck nahm am Luftgefecht über der Deutschen Bucht teil.:115–120 Im Februar 1940 erfolgte seine Versetzung als Kommandeur zur I. Gruppe des Zerstörergeschwaders 1 nach Düsseldorf, später in Schleswig, mit der er zuerst die Besetzung Dänemarks und Norwegens im Rahmen des Unternehmens Weserübung absicherte. Nach der Besetzung wurde die Gruppe auf dem Flughafen Aalborg im nördlichen Dänemark stationiert und entwickelte erste Verfahren, um den Einflug britischer Bomber bei Nacht mit Hilfe und Unterstützung von Radargeräten wie dem „Funkmessgerät  Freya“ zu verhindern. Zu den ersten Besatzungen, die diesen Einsatz erprobten, gehörten später hoch ausgezeichnete Nachtjäger wie Werner Streib und Günther Radusch.:136 Die Versuche und ein daraus entstandener Erfahrungsbericht wurden bis ins Reichsluftfahrtministerium verteilt und führten dazu, dass unter anderem der Generalinspekteur der Luftwaffe, Generaloberst Erhard Milch, sich von Wolfgang Falck persönlich über die Erfahrungen unterrichten lies.:143
Anfang Mai 1940 verlegte Wolfgang Falck mit seiner Gruppe nach Kirchhellen am Niederrhein und nahm anschließend am Westfeldzug beim Einmarsch in die Benelux-Staaten und Frankreich teil. Aufgrund der in Dänemark gemachten Erfahrungen wurde die I./ZG 1 am 18. Juni 1940 wieder nach Düsseldorf verlegt, um Angriffe britischer Bomber auf Ruhrgebiet und Rheinland zu unterbinden; lediglich die 1. Staffel verblieb in Frankreich. Ende Juni 1940 wurde aus der Gruppe des Zerstörergeschwaders das Nachtjagdgeschwader 1 mit Wolfgang Falck als Kommodore in Düsseldorf-Lohausen aufgestellt,:158–164 am 19. Juli 1940 erfolgte seine Beförderung zum Major.:167 Im Sommer 1940 wurde zudem die 1. Nachtjagddivision zur Bündelung aller eingesetzten Kräfte aufgestellt und Generalmajor Josef Kammhuber zu deren Kommandeur ernannt. Das Duo aus Wolfgang Falck und Josef Kammhuber gilt gerade aufgrund der in den ersten Jahren gemachten Erfahrungen und Entwicklungen von Taktiken und Verfahren als Organisator der deutschen Nachtjagd im Zweiten Weltkrieg. Am 7. Oktober 1940 erhielt Falck von Hermann Göring das Ritterkreuz des Eisernen Kreuzes.:192 Im November 1941 nahm Falck am Staatsbegräbnis von Werner Mölders teil.:211 Am 1. Januar 1943 erfolgte die Beförderung zum Oberstleutnant.:238 Offiziell noch das Nachtjagdgeschwader 1 führend wurde er in der ersten Jahreshälfte 1941 als Jagdfliegerführer Balkan verwendet, um den Aufbau der Nachtjagd in Rumänien und Bulgarien voranzutreiben. Für seine Verdienste erhielt er den rumänischen Orden Virtute Aeronautica. Er übergab diese Aufgabe im Juni 1943 an Bernhard Woldenga, wurde am 1. Juli 1943 zum Oberst befördert und übergab ebenfalls Anfang Juli 1943 das Geschwader an Major Werner Streib. Danach wechselte für eine kurze Zeit in den Luftwaffenführungsstab als Ansprechpartner für Hermann Göring für die Nachtjagd und damit als Schnittstelle zwischen Göring und Josef Kammhuber. Mit der Versetzung von Josef Kammhuber als Befehlshaber der Luftflotte 5 nach Finnland endete seine Tätigkeit im Luftwaffenführungsstab und er wurde am 15. September 1943 zur Luftflotte Reich versetzt. Dort war er als „I a“ für den Einsatz aller Jagdflieger im Verantwortungsbereich der Luftflotte unter deren Befehlshaber Generaloberst Hubert Weise, später Generaloberst Hans-Jürgen Stumpff, und Stabschef Generalmajor Walter Boenicke, später Generalleutnant Andreas Nielsen, zuständig.:267
Wolfgang Falck selbst war kein Mitglied des militärischen Widerstands gegen Adolf Hitler. Allerdings war er über seine erste Frau mittelbar mit der Familie von Stauffenberg verbunden, da seine Schwiegermutter eine geborene Freiin von Stauffenberg war und er Claus Schenk Graf von Stauffenberg selbst persönlich kennengelernt hatte. Um nicht in die Ermittlungen nach dem Attentat vom 20. Juli 1944 zu geraten, bat er bei Adolf Galland im August 1944 um ein Frontkommando und wurde erneut als Jagdfliegerführer Balkan nach Belgrad versetzt.:284f. Im Oktober 1944 wurde er erneut versetzt, diesmal als Stabschef zum General der Fliegerausbildung, Generalmajor Gerd von Massow in Potsdam-Werder. Im Februar 1945 gab er den Dienstposten ab und wurde in die Luftwaffen-Reserve versetzt.:295–304 Bis zum Kriegsende am 8. Mai 1945 übernahm er kein Kommando mehr.:305–315

## Nachkriegszeit
Falck wurde bereits am 7. Juni 1945 aus der Kriegsgefangenschaft entlassen und schlug sich zunächst mit Gelegenheitsjobs durch. Im April 1946 begann er, für die British Army in einem Gerätelager in der Nähe von Bielefeld zu arbeiten. Ab 1948 begann er dann nach einer Ausbildung an der Abendschule eine Lehre als chemisch-pharmazeutischer Assistent.:318ff. In der Aufbauzeit der Bundeswehr war er Bewerber vor dem Personalgutachterausschuss, welcher alle einzustellenden Offiziere, die in der Wehrmacht mindestens den Dienstgrad eines Obersten erreichten, zu prüfen hatte, entschied sich aber gegen einen Wiedereintritt in die neu gegründeten deutschen Streitkräfte (auch weil nach seiner Schilderung der Ausschuss sich daran störte, dass er nicht mit und bei seiner Frau in Bayern lebte, sondern mit einer anderen Frau in Ostwestfalen) und blieb in der freien Wirtschaft tätig,:325f. zunächst für die Bielefelder Spielkarten GmbH, ab 1960 dann für North American Aviation. 1966 wechselte er zu McDonnell (ab 1967 McDonnell Douglas) als Berater und war daran beteiligt, dass die Luftwaffe der Bundeswehr insgesamt 248 Flugzeuge des Typs McDonnell F-4 (88 Flugzeuge der Aufklärer-Version RF-4E sowie 160 Abfangjäger/Jagdbomber F-4F) als Ersatz für die Lockheed F-104 Starfighter beschaffte.:333 Am 31. März 1986 beendete er im Alter von 75 Jahren seine berufliche Tätigkeit.:338